# 長興島 (上海市)
座標: 北緯31度24分01秒 東経121度41分33秒 / 北緯31.4003度 東経121.6925度

赤色の島が長興島

長興島は上海市崇明区に属す、長江河口の中州島である。

## 概要
面積は76.3km2、 島内の人口は約5万人（2009年時点）である。
崇明島と上海浦東の間の長江河口に露頭する中州島である。上海浦東とは上海長江トンネル、崇明島とは上海長江大橋で結ばれている。東には横沙島という中州がある。
明の崇禎十七年（1644年）にこの水域に砂州が現れ、その後、土砂の堆積で島が次々と形成された。清の道光二十二年（1842年）に瑞豊沙（原名は崇宝沙といった）・潘家沙・鴨窩沙が形成され、光緒六年（1880年）に石頭沙・円円沙が形成された。民国十六年（1927年）に金帯沙が形成された。これらの島々（長興六沙）は、1960年代から1970年代にかけての堤防整備事業で一体化し、現在の長興島となった。
長興島地域に住民が入ったのは清の道光二十四年（1844年）で、鴨窩沙で干拓と水田造成が開始された。本格的な開発と住民流入は中華民国時代に入ってからで、当初は淡水漁業と葦などの収穫を主な産業としたが、後に農地が開墾されて農村が形成されるようになった。島の生活風習は基本的には崇明島や横沙島と同様で、川に囲まれ交通が不便であったために、周囲から独立した古風を残す文化や方言が形作られた。
中華人民共和国時代に入り、浦東地区の漁民が移転させられ農業を営むようになり、新農民と呼ばれるようになった。行政上は宝山県の管轄下にあったが、2005年に宝山区から崇明区に移管された。

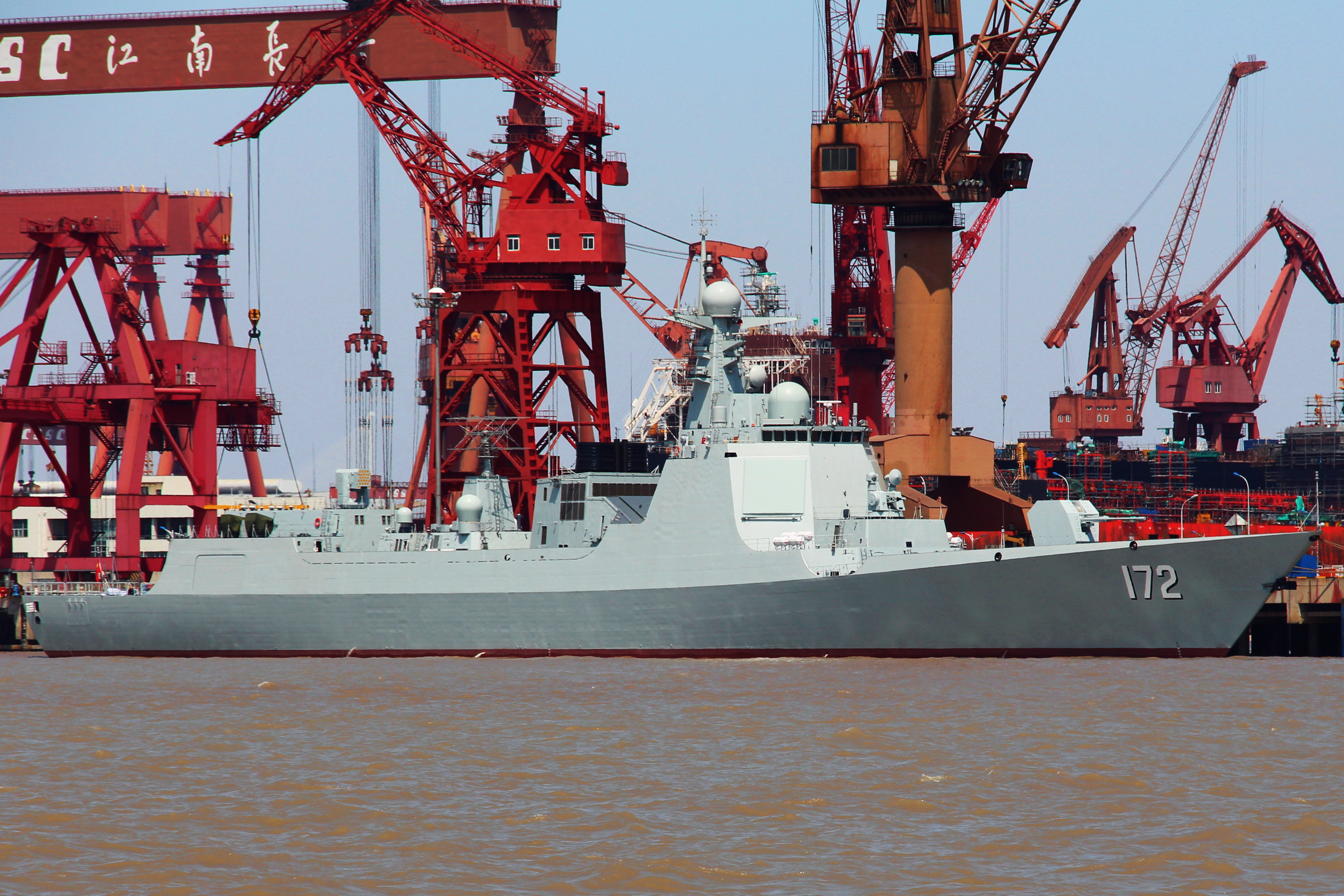
長興造船基地に停泊中の052D型ミサイル駆逐艦「昆明」

2005年より、中国最大の造船所となる長興造船基地（上海長興島船舶制造基地）の建設が開始された。2008年6月、国有持株会社の中国船舶工業集団公司傘下の江南造船（集団）有限責任公司は長興造船基地内に移転し、軍用船および民間船の製造を開始した。2009年10月末に滬陝高速道路（G40）の一部となる上海長江隧橋（上海長江トンネルおよび上海長江大橋）が開通し、長江の南北と陸路で結ばれるようになった。